# Prunus hortulana
Prunus hortulana, también llamado hortulan plum y wild goose plum, Es un arbusto frutal de la familia de las rosas que se encuentra en el centro de los Estados Unidos en: Arkansas, Iowa, Illinois, Indiana, Kansas, Kentucky, Massachusetts, Maryland, Missouri, Nebraska, Ohio, Oklahoma, Tennessee, Texas, Virginia, Virginia Occidental. Las poblaciones al este de los Apalaches probablemente representan naturalizaciones.
El Prunus hortulana es un árbol caducifolio con un diámetro de tronco de hasta 15 cm y una altura total de 6 m o más. Las hojas son verdes y sin pelos en el haz, pero con pelos en el envés. En primavera, aparecen flores blancas en racimos de 2 a 4. Los frutos comestibles son drupas rojas o amarillas con puntos blancos, supuestamente dulces y de sabor agradable. La especie crece en bosques de tierras altas y cerca de arroyos.
Existen varios cultivares domesticados e híbridos con otros "Prunus".